# SAN 511
Die SAN 511, oder früher OM 50 Nemesis, ist ein Anti-Materiel Rifle des Schweizer Herstellers SIG SAUER AG im Kaliber 12,7 × 99 mm NATO.

## Geschichte
Das SAN 511 wurde von dem Amerikaner James B. Owens, einen ehemaligen Angehörigen des United States Marine Corps, und dem Schweizer Christian L. Movigliatti, dem Gründer von Advanced Military System Design (A.M.S.D.), unter dem Namen OM 50 „Nemesis“ entwickelt. OM steht für die Initialen der Nachnamen der beiden Entwickler und 50 bezeichnet das Kaliber .50 BMG (12,7 × 99 mm NATO). Der Name Nemesis steht in der griechischen Mythologie für die Göttin des „gerechten Zorns“ sowie diejenige, die „herzlos Liebende“ bestraft. Es wurden sechs Prototypen entwickelt, bevor das Design für das OM 50 Nemesis feststand.
Im Dezember 2010 wurden die Rechte an der Waffe, Zeichnungen, Maschinen und Werkzeuge zur Fertigung an die SAN Swiss Arms AG (später umbenannt in SIG SAUER AG) in Neuhausen am Rheinfall verkauft, die die Waffe in SAN 511 umbenannte.

## Beschreibung
Das SAN 511 ist ein Repetiergewehr. Auf dem Verschlussgehäuse befindet sich eine Picatinny-Schiene zum Anbringen verschiedener Zieloptiken. Der Pistolengriff und die Abzugseinheit sind dem M-16/AR-15 nachempfunden. Mit dem Feuerwahlschalter kann zwischen gesichert und Einzelfeuer gewählt werden. Der austauschbare Lauf ist geflutet. Es werden verschiedene (17,5, 23,5, 27,5, 32 und 37,5 Zoll) Längen angeboten. Der Kolben ist in der Länge und durch eine Wangenauflage in der Höhe verstellbar. Die Waffe verfügt über ein fest montiertes Zweibein. Das Verschlussgehäuse besteht aus einer Aluminiumlegierung, der Verschluss verriegelt direkt im Lauf. Der Kammerverschluss weist drei Verriegelungswarzen auf.

## Varianten

### Mk. I
Das Nemesis Mk. I ist eine Einzelladerwaffe. Es war nur mit einem freischwingenden 698-mm-Lauf (27,5 Zoll) erhältlich, der mit einem optionalen Schalldämpfer ausgestattet werden kann. Es wird nicht mehr hergestellt.

### Mk. II
Das Mk. II ist eine Mehrladewaffe mit einem 5-Schuss-Magazin. Der Kolben ist klappbar und es ist mit einem Erdsporn ausgestattet. Am Verschlussgehäuse ist auf beiden Seiten eine kurze Picatinny-Schiene angebracht. Das Mk. II wird mit einem Zweibein ausgeliefert. Ebenfalls neu und nur am Mk. II vorhanden ist die Laufarretierung.

### Mk. III
Das ehemalige Nemesis Mk. III wird nun als einzige Variante SAN 511-2 hergestellt. Es ist bis auf den veränderten Vorderschaft und die fehlende Laufarretierung baugleich mit dem Mk. II. Der Vorderschaft ist länger und verfügt an beiden Seiten über zwei zusätzliche Picatinny-Schienen. Die Picatinny-Schiene des Verschlussgehäuses wurde ebenfalls angepasst.